# 奧爾杜巴德

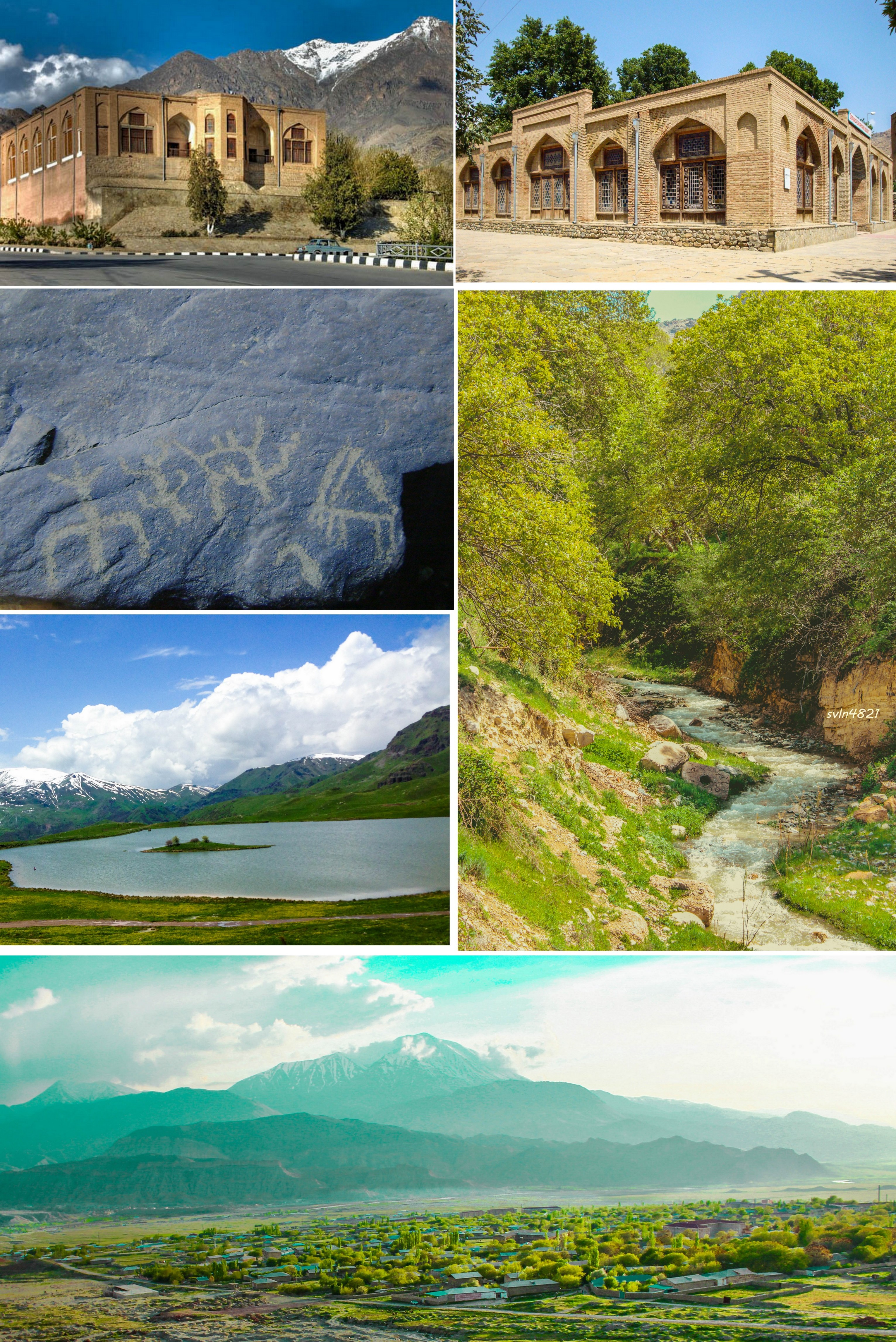
奧爾杜巴德

奧爾杜巴德（Ordubad）是阿塞拜疆的城鎮，也是奧爾杜巴德區的首府，位於該國西南部，距離納希切萬88公里，毗鄰與亞美尼亞接壤的邊境，始建於十八世紀，2008年人口10,372。

## 外部連結
- Encyclopedia Iranica. Ordubad.（页面存档备份，存于）